# Tanacetum vulgare
Tanacetum vulgare pripada porodici glavočika (Asteraceae). Udomaćena je u Evropi i Aziji. 

## Opis
Višegodišnja biljka, žbunastog izgleda. sa kratakim vretenastim ili valjkastim, razgranatim korenom. Stabljike su uspravne, uglaste, jednostavne, prekrivene dlakama ili gole, gusto prekrivene listovima. Listovi su tamnozeleni, fino istačkani žlezdama. Obod lista je često nazubljen. Glavice su od 8 do 11 mm u gusto zbijenim gronjastim cvastima. Involukrum je poluloptast. Listići involukruma su goli, svetlozelene boje, sa kožastim obodom na vrhu. Spoljni listići su jajasti, a unutrašnji lancetasto jajasti. Središnji zlatnožuti cvetovi imaju 5 zubaca i sedeće žlezde. Obodni cvetovi su sa 3 zupca, kratki i skriveni od involukruma ili sasvim nedostaju. Cveta od jula do septembra. Oprašivanje vrše insekti. Plod je ahenija sa papusom (cipsela) koja je objajasta, sa 5 rebara. Papus je u obliku male, nazubljene krunice. Plodove raznose životinje koje se njima hrane.  

## Upotreba
Generalno je otrovna biljka. Mladi i sveži listovi se mogu u jako malim količinama koristiti kao začin. Od ove biljke mogu se praviti prirodni insekticidi koji deluju protiv moljaca, grinja. Deluje fungicidno, protiv rđei plesni. Lekovita je biljka, ali nije za laičku upotrebu jer može biti otrovna. Može izazvati alerijski kontaktni dermatitis.  

## Stanište
Prirodno je rasprostranjena na području Evrope i Azije. Raste na vlažnim mestima, pored reka i potoka, na zapuštenim livadama i drugim mestima. Odgovaraju mu osunčana staništa, glinovita i peskovita zemljišta. Često se može naći u korovskim biljnim zajednicama. 